# 雙龍骨捲管螺
雙龍骨捲管螺（学名：Eucyclotoma tricarinata）为捲管螺科白切嘴螺屬下的一个种。